# Simmern/Hunsrück
Simmern/Hunsrück è una città di 7 667 abitanti della Renania-Palatinato, in Germania.
È il capoluogo del circondario del Reno-Hunsrück (targa SIM) e della comunità amministrativa (Verbandsgemeinde) omonima.

## Gemellaggi[2]
- Migennes